# Tenarea
Tenarea, rod crvenih algi iz tribusa Dermatolitheae, dio potporodice Lithophylloideae. Priznate su dvije vrste, obje su morske.
Taksonomski je priznat kao zaseban rod.

## Vrste
1. Tenarea erecta Me.Lemonie
2. Tenarea tortuosa (Esper) Me.Lemoine - tip